# Strzemieszyce Wielkie (gmina)
Strzemieszyce Wielkie (do 1949 Olkusko-Siewierska) – dawna gmina wiejska o charakterze miejskim, istniejąca w latach 1950–1954 w woj. śląskim/katowickim/stalinogrodzkim (dzisiejsze woj. śląskie). Siedzibą gminy były Strzemieszyce Wielkie (obecnie dzielnica Dąbrowy Górniczej).
Gmina została powołana w dniu 1 stycznia 1950 roku w woj. śląskim (od 6 lipca 1950 roku pod nazwą woj. katowickie a od 9 marca 1953 jako woj. stalinogrodzkie), w powiecie będzińskim, z części znoszonej gminy Olkusko-Siewierskiej (z obszaru pozostałym po odłączeniu gromad, z których równocześnie utworzono gminy Gołonóg, Ząbkowice i Kazimierz). Według stanu z dnia 1 lipca 1952 roku gmina Strzemieszyce Wielkie była podzielona na 4 gromady: Grabocin, Strzemieszyce Folwark, Strzemieszyce Małe i Strzemieszyce Wielkie.
1 stycznia 1953 z gminy Strzemieszyce Wielkie wyłączono część gromady Grabocin i włączono ją do gminy Kazimierz. 12 września 1953 roku część obszaru gminy Strzemieszyce Wielkie (część gromady Strzemieszyce Wielkie) włączono do Dąbrowy Górniczej. Gmina została zniesiona 29 września 1954 roku wraz z reformą wprowadzającą gromady w miejsce gmin. 
Z dniem 13 listopada 1954 roku gromada Strzemieszyce Wielkie otrzymała prawa miejskie a 27 maja 1975 miasto zostało przyłączone do Dąbrowy Górniczej.
Zobacz też gmina Strzemieszyce.